# Sarcophytidae
Die Sarcophytidae sind eine Familie der Achtstrahligen Korallen (Octocorallia), die in den Korallenriffen des tropischen Indopazifiks und seiner Nebenmeere vorkommt. Die Gattungen dieser Familie wurden ursprünglich mit den Kaltwasserlederkorallen in eine gemeinsame Familie Alcyoniidae gestellt. Diese sind jedoch ohne Zooxanthellen, während die Gattungen der Sarcophytidae stets in einer Endosymbiose mit einzelligen, symbiotischen Algen (Zooxanthellen) leben. Die Schwestergruppe der Sarcophytidae ist Sinularia brassica (Familie Sinulariidae).

## Merkmale
Die Arten der Familie Sarcophytidae bilden Tierkolonien, die aus vielen Einzelpolypen bestehen. Die Kolonien besitzen einen dicken Stiel ohne Achsenskelett und einen gelappten oder plattenförmigen nur wenig verzweigten oberen, mit achtstrahligen Polypen besetzten Abschnitt. Die Polypen sind monomorph (Sclerophytum) oder dimorph (Anastromvos, Lobophytum, Lohowia, Sarcophyton) und können sich vollständig in das dicke Coenenchym zurückziehen. Die stets ungefärbten Skleriten sind stab-, spindel-, keulenförmig oder schuppig. An der Kolonieoberfläche sind sie spindel- oder keulenförmig.

## Gattungen
Zur Familie Sarcophytidae gehören fünf Gattungen:
- Anastromvos Bryce & Wilson, 2019
- Lobophytum Marenzeller, 1886
- Lohowia Alderslade, 2003
- Sarcophyton Lesson, 1834
- Sclerophytum Pratt, 1903

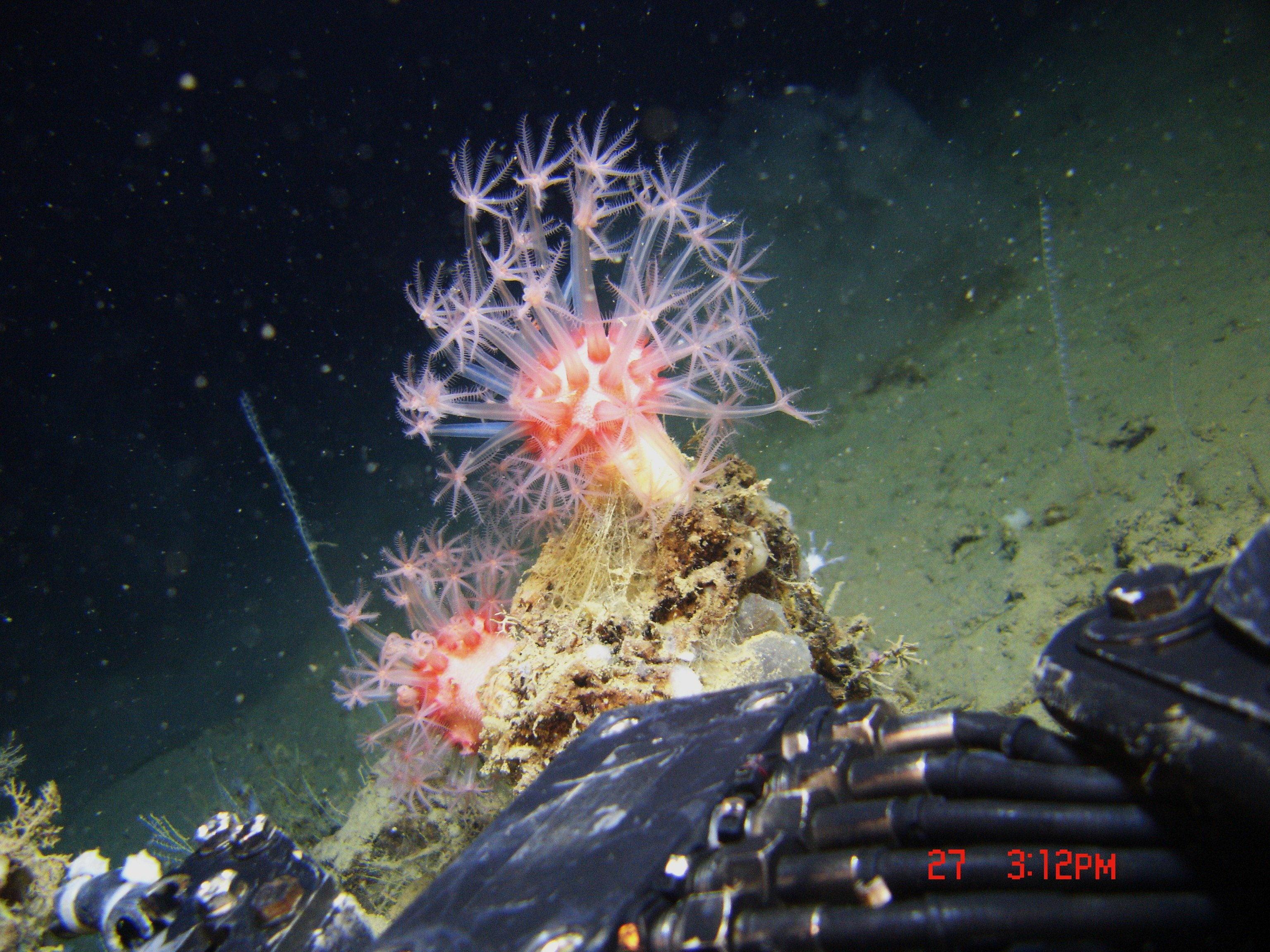
Anthomastus sp.
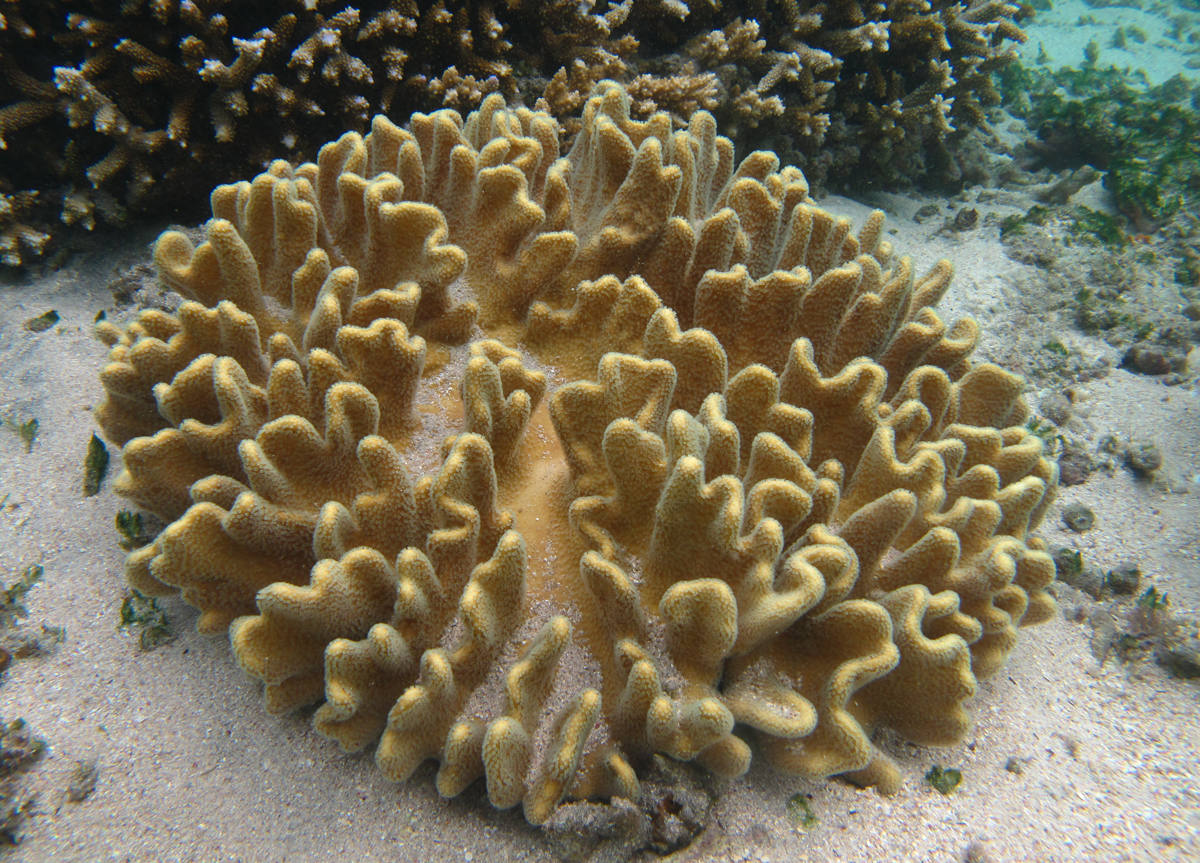
Lobophytum crassum
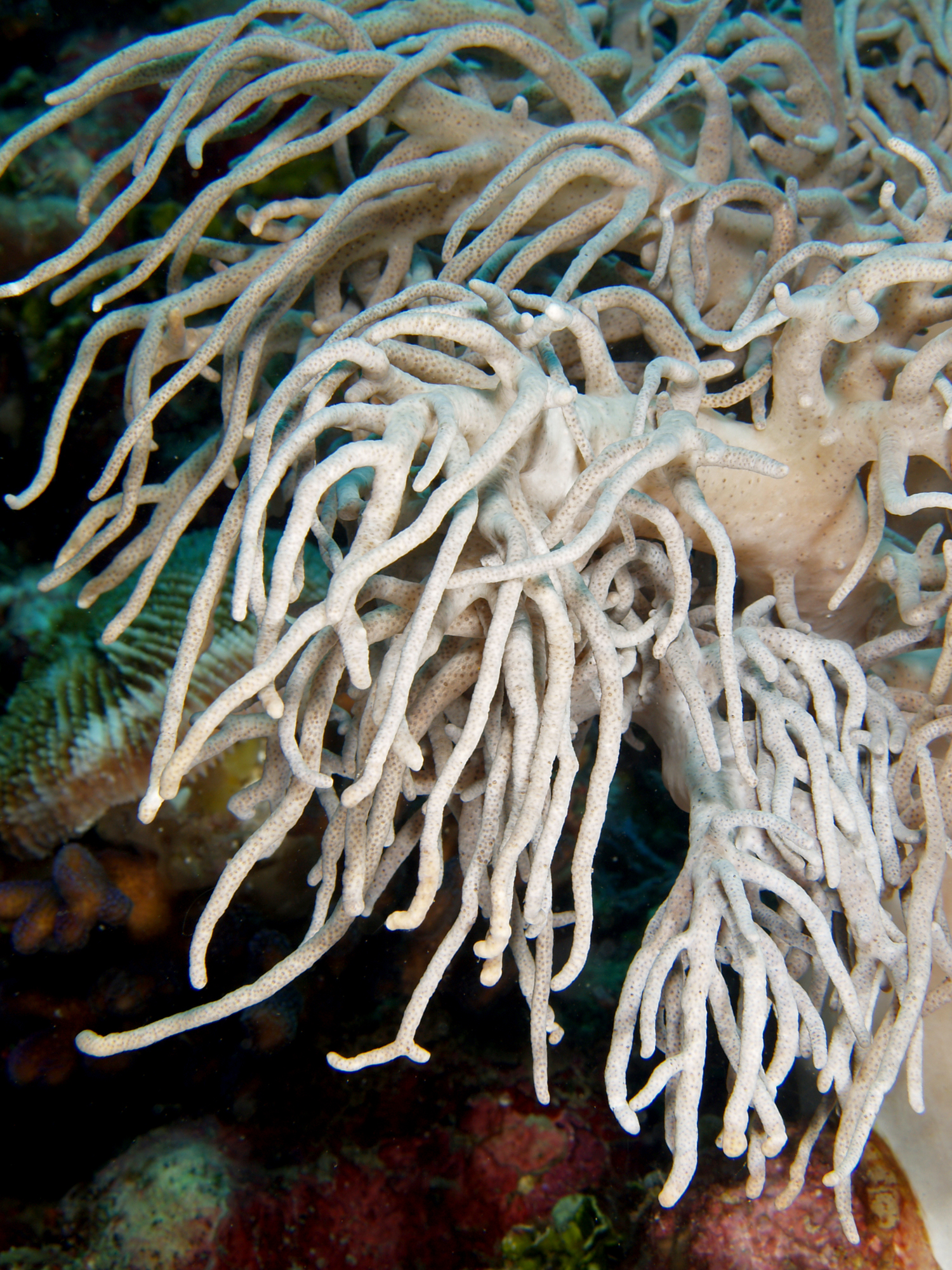
Sclerophytum flexibilis
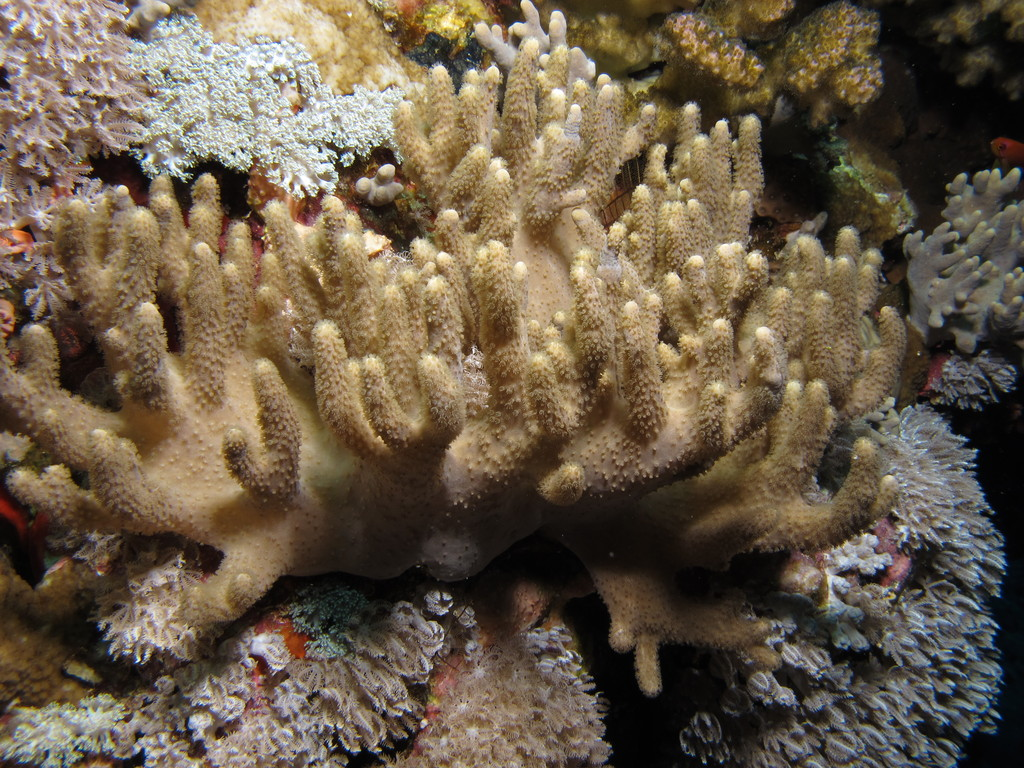
Sclerophytum polydactyla